# Zehn Gebote, zehn Geschichten
Zehn Gebote, zehn Geschichten ist eine literarische Serie des christlichen Monatsmagazins Chrismon. Sie publiziert Geschichten bedeutender deutschsprachiger Autoren zu den zehn Geboten im Erstdruck. Die Reihe wird 2008 neben dem Abdruck in der Zeitschrift auch als Buch und Hörbuch veröffentlicht.
Als Autoren gewann Chrismon Doris Dörrie, Annette Mingels, Maxim Biller, Arno Geiger, Feridun Zaimoglu, Peter Stamm, Thommie Bayer, Eva Demski, Friedrich Ani und Wilhelm Genazino. Sie alle schrieben Originalbeiträge für die Reihe. Illustriert wird Zehn Gebote, zehn Geschichten von Paola Piglia.
Das Hörbuch wird zum Teil von den Autoren selbst gelesen (Zaimoglu, Dörrie), zum Teil aber auch von bekannten Schauspielern wie Eva Mattes oder Christian Brückner.

## Weblink
- Ausführliche Seite zu der Reihe (Memento vom 15. Mai 2010 im Internet Archive)